# Mackenziellidae
Mackenziellidae  (лат.) — семейство коллембол из надсемейства Sminthuridoidea (Symphypleona).

## Описание
Мелкие коллемболы овальной формы тела, беловатые полупрозрачные. Палеарктика (Канарские острова, Германия, Норвегия, Россия, Украина), Неарктика (Канада).

## Классификация
Монотипическое семейство: 1 род и 1 вид.
- Mackenziella Hammer M., 1953[4]
  - Mackenziella psocoides Hammer M., 1953[4]